# Fuerza de la Derecha (Rumania)
Fuerza de la derecha (en rumano: Forța Dreptei, FD), es un partido político de centro-derecha en Rumania fundado en diciembre de 2021 por Ludovic Orban, ex presidente del Partido Nacional Liberal (PNL) y primer ministro de Rumania entre 2019 y 2020, en oposición a la dirección actual del PNL actualmente dirigida oficialmente por Florin Cîțu y extraoficialmente por el presidente Klaus Iohannis.

## Historia
El 3 de octubre de 2021, el ex primer ministro Ludovic Orban, que había sido derrotado previamente por el liderazgo del Partido Nacional Liberal (PNL) por Florin Cîțu en el congreso del PNL celebrado en septiembre de 2021 en Romexpo en Bucarest, declaró que está dispuesto " para crear una nueva construcción política que estaría lista para continuar el legado del PNL". En este sentido, Orban podría estar siguiendo los pasos de otro ex primer ministro del PNL, más específicamente Călin Popescu-Tăriceanu, quien dejó el PNL a principios de 2015 (también en oposición a Iohannis) para establecer la Alianza de Liberales y Demócratas (ALDE).
Además, los analistas afirmaron que la facción de Orban podría separarse si no fuera designado primer ministro después de la censura de Florin Cîțu por parte del Parlamento, que también sucedió mientras se realizaban las nominaciones del ex primer ministro Dacian Cioloș de Unión Salvar Rumanía (USR) y Nicolae Ciucă de PNL (este último sirviendo como primer ministro interino entre los mandatos de Orban y Cîțu).
Para el 2 de noviembre de 2021, Orban y otros 14 parlamentarios abandonaron el grupo parlamentario del PNL. En respuesta, el liderazgo de la PNL anunció su intención de excluir del partido a todos los que formaran parte de este movimiento, enfatizando que "la puerta de la PNL está cerrada a aquellos que se burlan del PNL". El 12 de noviembre de 2021, el liderazgo del PNL expulsó a Orban a propuesta de Dan Vîlceanu, partidario de Florin Cîțu. Para el 23 de noviembre de 2021, los parlamentarios pro-Orban que abandonaron el grupo parlamentario PNL también abandonaron el partido, siendo seguidos en este movimiento por la totalidad de la rama del Sector 3 de la Juventud Nacional Liberal (ala juvenil del PNL) el 27 de noviembre. Orban dijo que rechaza todas las corrientes neomarxistas progresistas, y que el nuevo partido será conservador.
Originalmente, el partido iba a llamarse Fuerza Liberal (en rumano: Forța Liberală, FL). El 14 de diciembre de 2021, Orban presentó los documentos necesarios para establecer el nuevo partido, que ahora llevaría el nombre de su moción utilizada para postularse para un segundo mandato como presidente del PNL en el congreso del PNL de septiembre de 2021, más específicamente la Fuerza de la Derecha, que será "válida hasta el [primer] congreso del partido".